# Ghidigeni
Ghidigeni is een Roemeense gemeente in het district Galați.
Ghidigeni telt 6546 inwoners.